# For The Gambia Our Homeland
For The Gambia Our Homeland est l'hymne national de la Gambie, écrit par Virginia Julie Howe et composé par Jeremy Frederick Howe, d'après la chanson traditionnelle mandingue Foday Kaba Dumbuya. Il a été adopté en 1965 à l'indépendance du pays.

## Paroles
| Paroles officielles (en) | Traduction en français |
| --- | --- |
| For The Gambia, our homeland We strive and work and pray, That all may live in unity, Freedom and peace each day. Let justice guide our actions Towards the common good, And join our diverse peoples To prove man's brotherhood. We pledge our firm allegiance, Our promise we renew; Keep us, great God of nations, To The Gambia ever true. | Pour la Gambie, notre patrie Nous nous efforçons et de travailler et de prier, Afin que tous puissent vivre dans l'unité, La liberté et la paix chaque jour. Laissez la justice guider nos actions Vers le bien commun, Et s'affilier à nos divers peuples Pour prouver la fraternité de l'homme. Nous vous assurons de notre ferme allégeance, Notre promesse de nous renouveler; Gardez-nous, grand Dieu des nations, Pour la Gambie toujours vraie. |